# Jean de Salette
Jean de Salette (né vers 1564 dans le Béarn et mort en 1632) est un ecclésiastique qui fut évêque de Lescar de 1609 à 1625.

## Biographie
Jean de Salette est le fils de Jean seigneur de Serres-Castet et d'Astruge de Bussy. Il est le frère d'Isaac de Salette († 1596), gouverneur de Pau, de Pierre de Salette († 1621), capitaine-gouverneur du château d'Oloron et père de son successeur Jean-Henri de Salette et de Charles de Salette († 1656), seigneur de Montardon, lui-même père de François-Charles de Salette, futur évêque d'Oloron. Jean de Salette est en outre le demi-frère de l'important pasteur protestant Arnaud de Salette, fils illégitime de leur père. 
Jean de Salette nait donc dans une famille calviniste proche de Jeanne d'Albret ; il est éduqué dans une école aux frais du royaume de Navarre et obtient un doctorat en droit à l'université de Toulouse en 1584. Les circonstances de sa conversion au catholicisme ne sont pas connues mais au début de la décennie 1590, il devient chanoine à Lescar. Il gravite dans l'entourage d'un autre converti célèbre, le cardinal Jacques Davy du Perron, avec qui il participe à la controverse avec Philippe Duplessis-Mornay et dont le patronage est vraisemblablement à l'origine de sa nomination comme aumônier du roi. Il est désigné pour poursuivre l'œuvre de Jean-Pierre d'Abbadie, l'évêque de Lescar, qui avait entrepris de ramener le Béarn au catholicisme. Il allait être désigné comme coadjuteur de ce dernier lorsqu'il meurt le 8 mai 1609. Jean de Salette est nommé évêque de Lescar dès juillet ; on ne connait pas la date de sa consécration.
Il obtient du jeune roi Louis XIII une « Déclaration » par laquelle les biens confisqués par les protestants sous le règne de sa grand-mère sont rendus à l'Église catholique. Il compose pour son diocèse un nouveau catéchisme et son chanoine et official Jean de Bordenave lui dédie un ouvrage de « Cours ecclésiastiques ». Il résigne l'épiscopat le 3 août 1625 en faveur de son neveu Jean-Henri de Salette dont il avait fait un chanoine de la cathédrale et son vicaire général ; il meurt en 1632.